# Saint Jérôme dans le désert (Mantegna)
Pour les articles homonymes, voir Saint Jérôme dans le désert.
Saint Jérôme dans le désert est un tableau datant de 1448-1451 du peintre  de la Renaissance Andrea Mantegna, conservé aujourd'hui au Musée d'Art de São Paulo, au Brésil.

## Histoire
Cette peinture de jeunesse de Mantegna est une œuvre sur bois de  48 × 36 cm, non signée et qui lui est attribuée par les historiens et experts de l'art pour les années 1448-1451 de sa jeunesse après qu'il a quitté l'atelier de Francesco Squarcione pour peindre à son propre compte.

## Thème
Saint Jérôme, figure tutélaire de l'Église, est un thème cher à l'iconographie de la peinture chrétienne. Il est là, représenté seul, comme sujet principal dans un épisode marquant de sa vie : son retrait dans le désert de Chalcis de Syrie, pour faire pénitence, au sud-ouest d'Antioche. Érudit traducteur, il est accompagné de ses attributs : livres, écritoire, et souvent d'un lion, lui ayant retiré une épine de la patte. Comme figure de l'Église, il est souvent représenté avec la coiffe de cardinal.

## Composition
Saint Jérôme est assis pendant sa retraite au désert, sur le devant d'une grotte, tenant un chapelet dans une main, un livre dans l'autre, vêtu de bleu, pieds nus et regardant vers le chapeau cardinalice, le galero rouge  à houppes figurant au sol, près d'une de ses chaussures (l'autre est dans le ruissellement de l'eau). La tête d'un lion apparaît à ses côtés, le regard doux. Une tablette creusée dans le roc, supporte des livres et les outils de l'écrivain : encrier, plume, mais aussi des maillets suspendus à une planche au-dessus. Un crucifix et une lampe à huile allumée sont accrochés à la paroi.
Comme dans beaucoup de tableaux de Mantegna, la scène est complétée, dans les lointains, de paysages apparaissant naturellement ou dans le fond comme ici à droite, ou inclus dans des trous du décor, ici par une ouverture du fond de la grotte qui se présente alors plus comme une arche, découvrant un chemin dont le sillage ressemble à la lettre grecque Σ. Le paysage de droite qui débouche devant le saint assis, est parcouru par une rivière, qui, sortant de son lit, inonde le pied des arbres puis les roches proches du premier plan du tableau, avec des ondes marquées d'une mare dans laquelle s'abreuve un oiseau exotique.
Une chouette surplombe la scène du haut du rocher dans un ciel noir d'orage ou de nuit.

## Analyse
Les escarpements rocheux et les aiguilles basaltiques  révèlent déjà le goût prononcé de Mantegna pour la représentation de la sculpture, ici  « naturelle » avant l'intervention de l'homme, donc divine. D'autres éléments naturels sont présents dans la scène : l'eau, peut-être bientôt le feu de la foudre qui peut provenir du ciel d'orage, et le feu  de la foi est présent malgré tout devant le crucifix, les animaux, lion et chouette, pour la création. Le peintre n'oublie pas les paysages, avec ses arbres, ses collines, ses cours d'eau et cascades. Le peu de rouge (couleur symbolique de la Passion du Christ) se limite au galero  de cardinal posé sur le sol et à la parure de l'oiseau exotique.
Le chemin du paysage  cadré dans l'ouverture postérieure de la roche, comporte un chemin dont la forme est en Σ grec, rappelant l'érudition du saint, traducteur de l'hébreu, du latin et du grec.
Mantegna, bien que jeune, est déjà dans une représentation qui s'affranchit de la peinture byzantine et qui utilise la perspective, comme l'exprime l'auréole sur la tête du saint, elliptique et non cercle parfait vu de face dans la tradition de  la peinture gothique.

## Peintres du même sujet
Soit  dans le désert, avec un livre, un lion, un crucifix, un galero de cardinal...
- Albrecht Dürer (1495)
- Cima da Conegliano
- Giovanni Bellini
- Lucas Cranach[Lequel ?]
- Pierre Paul Rubens
- Titien
- Albrecht Altdorfer
- Antonello da Messina
- Le Pérugin (1473)
- Joachim Patenier
- Simon Bening
- Giuseppe Maria Crespi
- Philippe de Champaigne
- Véronèse
- Lorenzo Lotto
- Van Dyck